# Конфуциусорнитиды
Конфуциусорнити́ды (лат. Confuciusornithidae) — семейство вымерших примитивных авиал (птиц в широком смысле) из клады Pygostylia, иногда выделяемое в монотипический отряд Confuciusornithiformes. Представители семейства обитали в раннемеловую эпоху 131—120 млн лет назад на территории современного северного Китая. Обычно семейство помещается в качестве сестринской группы по отношению к Ornithothoraces — кладе, в которую включают всех современных птиц вместе с их ближайшими вымершими родственниками. В состав семейства включают 5 родо́в с типовыми экземплярами, содержащими отпечатки стержневых перьев и пуха. Для конфуциусорнитид также характерно наличие пары длинных лентовидных рулевых перьев с неясной функцией.
Необычная анатомия крыла представителей семейства предполагает особое поведение во время полёта. Крылья конфуциусорнитид несли перья, подобные таковым у современных птиц, способных к машущему полёту. В то же время биомеханика крыла исключает способность к полёту такого типа. Конфуциусорнитиды также известны беззубым клювом, подобным таковому у современных птиц. Известно, что представители семейства были как хищниками, так и жертвами: их ископаемые остатки были найдены с остатками рыбы в области пищеварительной системы, а сами они были обнаружены в брюшной полости синокаллиоптерикса — мелкого хищника из семейства компсогнатид.

## Систематика
|            | Sapeornis                                                               |
|            |                                                                         |
| Pygostylia | \| \| Confuciusornithidae \| \| \| \| \| \| Ornithothoraces \| \| \| \| |
|            | \| \| Confuciusornithidae \| \| \| \| \| \| Ornithothoraces \| \| \| \| |
|            | Confuciusornithidae                                                     |
|            |                                                                         |
|            | Ornithothoraces                                                         |
|            |                                                                         |

|  | Confuciusornithidae |
|  |                     |
|  | Ornithothoraces     |
|  |                     |

|            | Sapeornis                                                               |
|            |                                                                         |
| Pygostylia | \| \| Confuciusornithidae \| \| \| \| \| \| Ornithothoraces \| \| \| \| |
|            | \| \| Confuciusornithidae \| \| \| \| \| \| Ornithothoraces \| \| \| \| |
|            | Confuciusornithidae                                                     |
|            |                                                                         |
|            | Ornithothoraces                                                         |
|            |                                                                         |

|  | Confuciusornithidae |
|  |                     |
|  | Ornithothoraces     |
|  |                     |

|            | Sapeornis                                                               |
|            |                                                                         |
| Pygostylia | \| \| Confuciusornithidae \| \| \| \| \| \| Ornithothoraces \| \| \| \| |
|            | \| \| Confuciusornithidae \| \| \| \| \| \| Ornithothoraces \| \| \| \| |
|            | Confuciusornithidae                                                     |
|            |                                                                         |
|            | Ornithothoraces                                                         |
|            |                                                                         |

|  | Confuciusornithidae |
|  |                     |
|  | Ornithothoraces     |
|  |                     |

|            | Sapeornis                                                               |
|            |                                                                         |
| Pygostylia | \| \| Confuciusornithidae \| \| \| \| \| \| Ornithothoraces \| \| \| \| |
|            | \| \| Confuciusornithidae \| \| \| \| \| \| Ornithothoraces \| \| \| \| |
|            | Confuciusornithidae                                                     |
|            |                                                                         |
|            | Ornithothoraces                                                         |
|            |                                                                         |

|  | Confuciusornithidae |
|  |                     |
|  | Ornithothoraces     |
|  |                     |

Семейство конфуциусорнитид было выделено в 1995 году группой китайских учёных под руководством Л. Хоу. Первоначально в него включали только типовой род конфуциусорнисов (Confuciusornis), а само семейство — в монотипический отряд Confuciusornithiformes в пределах класса птиц (Aves). Филогенетическое определение кладе дал в 1999 году Луис Кьяппе, который определил конфуциусорнитид как узловую кладу, включающую общего предка Confuciusornis sanctus и Changchengornis hengdaoziensis и всех их потомков:9.
Существует ряд признаков, определяющих данное семейство. Самым значительным является наличие беззубых челюстей, которые выглядят более птичьими по сравнению с таковыми у археоптерикса. Другими определяющими признаками, согласно Кьяппе (1999), являются:9:
- раздвоенный ростральный (передний) конец симфиза нижней челюсти;
- наличие отчётливого круглого отверстия, пневматизирующего восходящую ветвь верхней челюсти в пределах предглазничной полости;
- наличие выступающего дельтопекторального гребня, указывающего на крепление сильных мышц-аддукторов;
- первая пястная кость не имеет костного соединения с другими пястными костями;
- коготь второго пальца передней конечности намного меньше других когтей;
- V-образная форма каудального (заднего) конца грудины;
- ближняя фаланга третьего пальца намного короче остальных фаланг.

Конфуциусорнитиды являются наиболее базальной группой в пределах клады Pygostylia, состоящей из всех птиц, имеющих пигостиль — набор сросшихся хвостовых позвонков, сменивших длинный рептильный хвост, который был, например, у археоптерикса.

### Классификация
Открытия конца XX — начала XXI веков расширили видовое разнообразие группы. По данным сайта Paleobiology Database, на март 2021 года в семейство включают 12 вымерших видов в составе 6 родов:
- Changchengornis Ji et al., 1999
  - Changchengornis hengdaoziensis Ji et al., 1999
- Confuciusornis Hou et al., 1995
  - Confuciusornis chuongzhous Hou, 1997 [syn. C. chuaozhous, C. chuonzhous]
  - Confuciusornis dui Hou, 1999
  - Confuciusornis feducciai Zhang et al., 2009
  - Confuciusornis jianchangensis Li et al., 2010
  - Confuciusornis sanctus Hou et al., 1999
  - Confuciusornis suniae Hou et al., 1997
- Eoconfuciusornis Zhang et al., 2008
  - Eoconfuciusornis zhengi Zhang et al., 2008
- Jibeinia Hou, 1997
  - Jibeinia luanhera Hou, 1997
- Jinzhouornis Hou et al., 2002
  - Jinzhouornis yixianensis Hou et al., 2002
  - Jinzhouornis zhangjiyingia Hou et al., 2002
- Yangavis Wang & Zhou, 2018
  - Yangavis confucii Wang & Zhou, 2018

## Описание

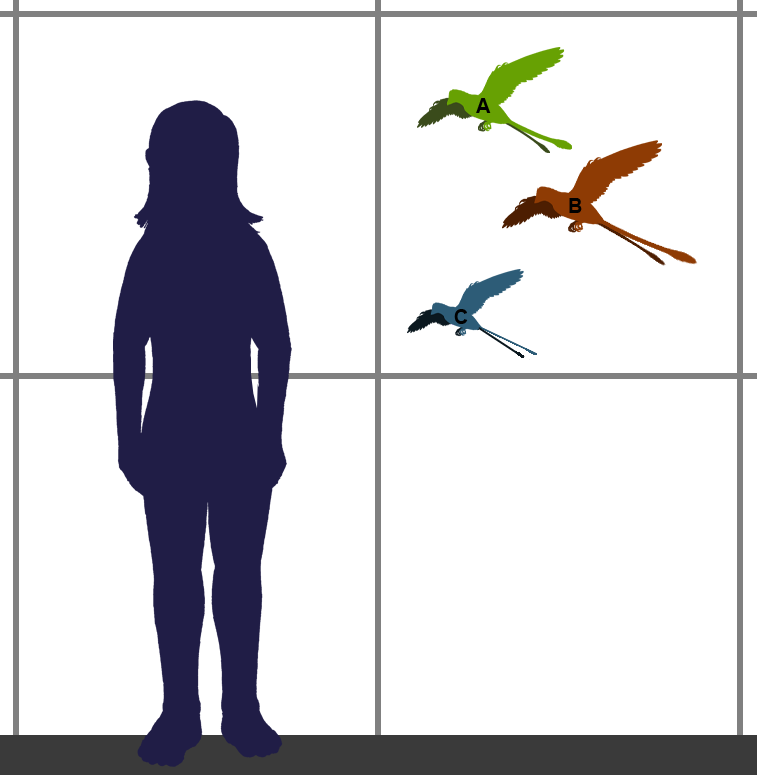
Сравнительные размеры человека и различных родов конфуциусорнитид

Анатомия конфуциусорнитид демонстрирует необычное сочетание архаичных и прогрессивных признаков. К продвинутым признакам следует отнести наличие беззубого клюва с рамфотекой и пигостиля, а также перьевой покров, аналогичный таковому у современных птиц. Всё тело, за исключением цевки, стопы́ и, возможно, основания клюва, у представителей группы было покрыто контурными перьями. Помимо контурных перьев, тело также покрывал пух. Многие экземпляры сохранили в ископаемом состоянии пару удлинённых рулевых перьев, состоявших из длинного стержня и опахала на конце, что делало данные перья похожими на ракетку. Перья с подобной морфологией не встречаются у современных птиц, но обнаружены у некоторых энанциорнисовых.
К примитивным признакам конфуциусорнитид относят затылочную часть черепа и посткраниальный скелет, которые у ископаемых образцов представителей семейства либо сильно модифицированы, либо сохраняют архаичную организацию. Сохранившиеся перья указывают на несомненные способности этих птиц к полёту, однако плечевой пояс и скелет передних конечностей были устроены очень примитивным образом: грудина была лишена киля, сохранялась толстая вилочка (как у археоптерикса), короткий коракоид был слит с грудиной, кости предплечья были укороченными, а кисть — наоборот, удлинённой. Кисть формировали толстые фаланги пальцев, оснащённые хорошо развитыми когтями. К прочим примитивным чертам конфуциусорнитид следует отнести сохранение диапсидной конструкции черепа, гастралий и пятой пястной кости.
Анатомия конфуциусорниса имеет много общего с анатомией археоптерикса — особенно в строении плечевого пояса и передних конечностей. Однако представители описываемого семейства были приспособлены к полёту лучше археоптерикса ввиду эволюционной утраты двух грудных позвонков. Наличие пигостиля также указывает на лучшую приспособленность к полёту, чем длинные, тяжёлые рептильные хвосты более ранних авиал.

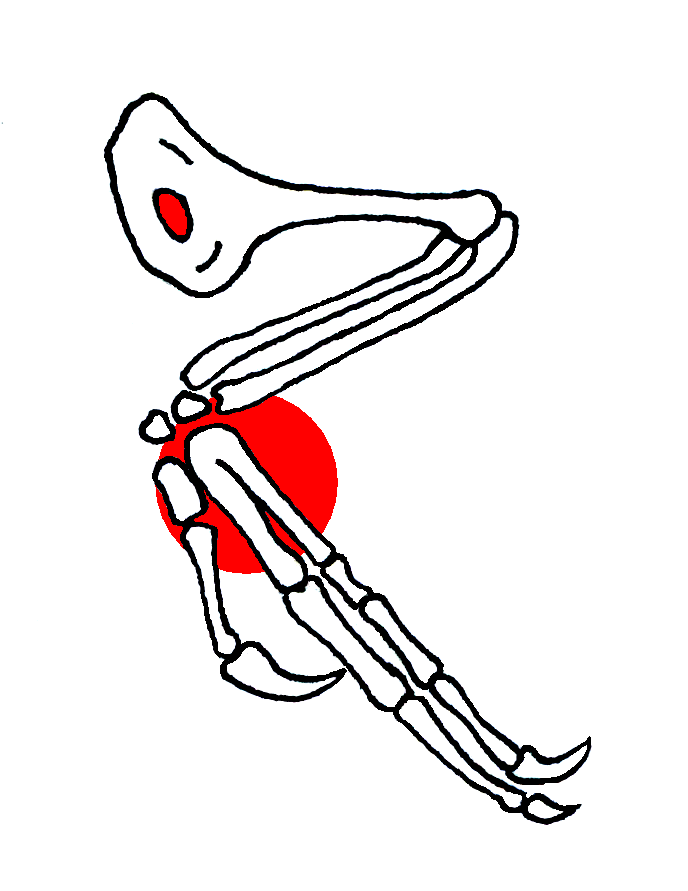
Иллюстрация птичьей формы крыла конфуциусорнитида с удлинённым первым пальцем

Биомеханика самих крыльев довольно спорна из-за сочетания признаков, подразумевающих разные типы полёта. Конфуциусорнитиды обладали длинными маховыми перьями первого порядка, подобными таковым у современных птиц, способных к машущему полёту. Однако узость их крыльев наряду с неспособностью к подъёму во время взмахивающего движения, по-видимому, препятствовали возможности быстрых взмахов крыла. Таким образом, конфуциусорнитиды, возможно, использовали биомеханику полёта, не свойственную современным птицам.
Параметры длины элементов задних конечностей являются индикатором способа локомоции. К сожалению, эти параметры у конфуциусорниса отличаются от таковых у всех экологических групп ныне живущих птиц, в связи с чем провести прямую аналогию невозможно. Однако, относительно короткие тибиотарзус и цевка позволяют предположить, что конфуциусорнис был не только плохим бегуном, но и был плохо приспособлен к наземному передвижению вообще. Острые, сжатые с боков когти на задних конечностях указывают на то, что он почти не передвигался по земле. У некоторых из современных воробьинообразных (трясогузковые, жаворонковые), проводящих много времени на деревьях, кривизна когтей заметно уменьшена, а задний коготь выпрямлен. Конфуциусорнитиды выработали уникальную адаптацию для перемещения в кроне деревьев: удлинённый первый палец, смотрящий назад, против трёх направленных вперёд пальцев. Некоторые другие древесные птицы обладают укороченным большим пальцем стопы. Таким образом, короткий и поднятый когтистый палец конфуциусорниса указывает на то, что он не мог активно передвигаться в кроне деревьев, используя ноги для поперечного захвата веток. Однако, помогая себе пальцами на крыльях, он мог передвигаться вдоль толстых веток, как это делают современные тетеревиные.
Хвосты некоторых представителей семейства (возможно, самцов) несли пару длинных рулевых перьев. Их функция до конца не ясна. Наличие подобных перьев можно объяснить половым диморфизмом, когда самцы обладают причудливым оперением, выполняющим функцию демонстрации. Высказывались предположения, что такие длинные перья эти птицы использовали в качестве средства защиты от хищников, поскольку многие современные птицы сбрасывают перья, чтобы защитить себя. Косвенно эта гипотеза подтверждается тем, что менее 10 % ископаемых остатков конфуциусорнитид включают эти перья, которые были сброшены либо в результате нападения хищника, либо в результате внезапной гибели, предшествующей фоссилизации остатков.

## Размножение
Последние исследования показали, что конфуциусорнитиды не высиживали яйца, подобно современным птицам. Многие другие представители паравесов, включая дейнониха, а также птерозавры, являлись выводковыми — способными передвигаться или летать сразу после вылупления, однако на сегодняшний день не найдено убедительных остатков птенцов конфуциусорнитид, чтобы подтвердить или опровергнуть эту гипотезу.

## Палеоэкология

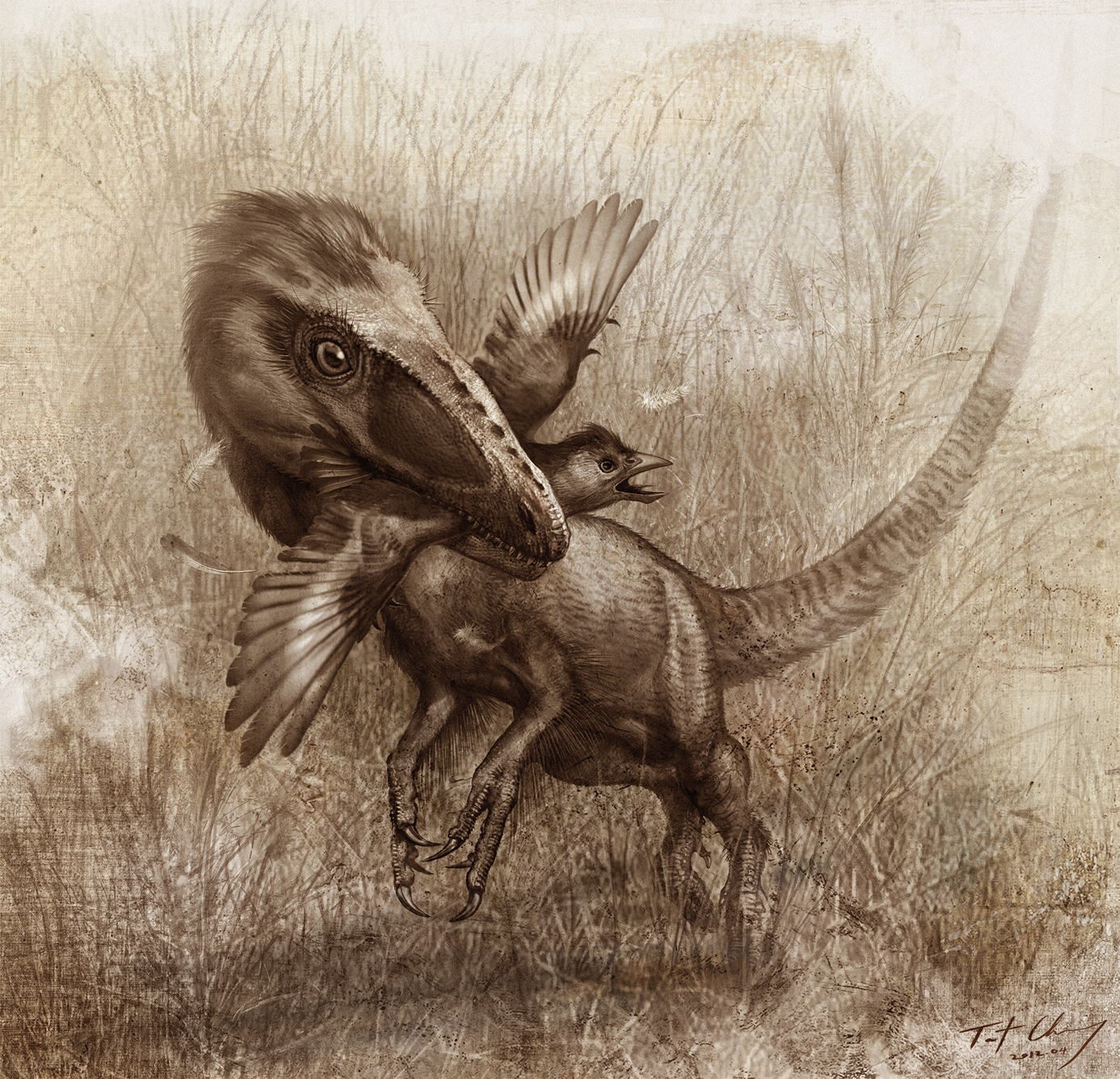
Sinocalliopteryx gigas поймал Confuciusornis sanctus

Ввиду отсутствия зубов конфуциусорнитиды изначально считались растительноядными птицами. Тем не менее, анатомия представителей семейства не приспособлена к питанию растениями, в первую очередь, из-за хрупкой рамфотеки и отсутствия гастролитов в области желудка. Вместе с тем клюв конфуциусорнитид был достаточно чувствителен, чтобы участвовать в нахождении пищи и удерживать потенциальную жертву. Клюв такого типа хорошо приспособлен для ловли добычи с поверхности воды. Большое количество окаменелостей найдены в местах, бывших пресноводными озёрами, что косвенно подтверждает гипотезу околоводного кормления этих птиц. Помимо всего прочего, внутри окаменелых остатков конфуциусорниса обнаружены остатки рыбы.
В свою очередь, остатки конфуциусорнитид были обнаружены в области пищеварительной системы синокаллиоптерикса — хищника из семейства компсогнатид, жившего в эпоху раннего мела. Остатки принадлежали нескольким птичьим особям, что означает, что они были пойманы и съедены в течение короткого промежутка времени.
Конфуциусорнитиды, очевидно, являлись стайными птицами, поскольку одновременно погребённые остатки часто находят в непосредственной близости друг с другом.